# Alfred Nerincx
Pour les articles homonymes, voir Nerincx.
Alfred Nerincx, né le 30 mars 1872 à Saint-Gilles (Bruxelles) et mort le 11 octobre 1943  à Louvain, est un homme politique belge catholique flamand.

## Biographie
Nerincx fut docteur en droit (1894) et en sciences politiques et administratives (1895). Il fut désigné doctor Honoris Causa des universités de Glasgow et Evanston. Il fut professeur à l'Université catholique de Louvain.
Il fut bourgmestre de Louvain (1914-1918) et coopté sénateur (1921-1925).

## Sources
- Bio sur ODIS
- notice de l'Académie royale